# Aleš Chán
Aleš Chán (* 1. září 1980 Praha) je bývalý český profesionální basketbalový hráč, později podnikatel a partner ve společnosti IAM Prague, která působí v kulturním a zábavním sektoru. Aleš je členem České pirátské strany a žije v Praze.
Chán se dlouho věnoval basketbalu, který hrál na profesionální a mezinárodní úrovni do svých 37 let. Byl dlouholetým členem českého národního týmu.
Po své basketbalové kariéře pracoval ve společnosti Komerční banka, a. s. Nyní se zabývá finančním a strategickým řízením firem.

## Vzdělání
West Virginia University, Seton Hill University (USA).

## Kariéra
- West Virginia University
- do 2004 : Seton Hill University
- 2005–2006 : ČEZ Basketball Nymburk
- 2006–2006 : BK Ústí nad Labem
- 2006–2007 : A Plus OHL ŽS Brno BC
- 2007–2009 : ČEZ Basketball Nymburk
- 2009–2010 : BK Prostějov
- 2010–2011 : ČEZ Basketball Nymburk
- 2011–2012 : Keravnos B.C.
- 2012–2013 : Apoel B.C.
- 2013–2014 : USK Praha
- 2014–2014 : Kolín B.C.
- 2015–2017 : Flyers Wels B.C.
- 2017–2018 : Komerční banka, a.s.